# Mimetes pauciflora
Mimetes pauciflora är en tvåhjärtbladig växtart som beskrevs av Robert Brown. Mimetes pauciflora ingår i släktet Mimetes och familjen Proteaceae. Inga underarter finns listade i Catalogue of Life.